# Джина Гаспел
Джина Чері Вокер (англ. Walker, нар. 1 жовтня 1956 року), у шлюбі Гаспел (англ. Gina Cheri Haspel) — американська державна діячка, офіцерка розвідки. Директорка ЦРУ з 17 травня 2018 до 20 січня 2021 року.
Призначена президентом США Дональдом Трампом 13 березня 2018 року. Працювала на посаді заступниці директора ЦРУ. Перша жінка, що обійняла посади заступниці директора та директорки ЦРУ.

## Служба у ЦРУ
Гаспел прийшла на роботу до ЦРУ в 1985 році. Вона обіймала ряд високих посад в агентстві, в тому числі працювала заступницею директора Національної секретної служби.
Пізніше Гаспел призначена начальницею штабу Хосе Родрігеса, який очолював Центр боротьби з тероризмом ЦРУ.

### Національна секретна служба
У 2013 році Джон Бреннан, тодішній директор ЦРУ, призначив Джину Гаспел виконуючою обов'язки заступника директора Національної секретної служби, яка проводить таємні операції по всьому світу. Проте вона була позбавлена посади назавжди через критику її участі в програмі «Передача, утримання та допит». Гаспел також працювала заступницею директора Секретної служби зовнішньої розвідки і таємних операцій..
Джина Гаспел нагороджена премією Донована, медаллю розвідки «За відвагу» та премією «Президентське звання».

### Заступниця директора
2 лютого 2017 року призначена Дональдом Трампом заступницею директора ЦРУ. В офіційній заяві, оприлюдненій того дня, голова Постійного комітету з питань розвідки Девін Нунес сказав:
Маючи понад тридцять років служби в ЦРУ та великий досвід за кордоном, Джина тісно співпрацювала з Комітетом розвідки в Палаті і вразила нас своєю відданістю, прямотою та глибокою прихильністю громаді розвідки. Вона, безсумнівно, є правильною людиною для роботи, і Комітет сподівається працювати з нею у майбутньому.
8 лютого 2017 року кілька членів Сенатського розвідувального комітету закликали Трампа переглянути призначення Гаспел на посаду. Сенатор Шелдон Вайтгаус звернувся до колег Рона Вайдена та Мартіна Генріха, які були в комітеті:
Особливо мене стурбовали повідомлення про те, що ця особа брала участь у несанкціонованому знищенні відеозаписів допитів ЦРУ, які засвідчили, що ЦРУ використовує тортури проти двох затриманих ЦРУ. Мої колеги, сенатори Виден та Генріх заявили, що секретна інформація містить детальну інформацію про те, чому новопризначена заступник директора є "неприйнятною" для цієї посади, і просив про розсекречування цієї інформації. Я приєднуюсь до їхнього запиту

### Очільниця ЦРУ
13 березня 2018 року Президент США Дональд Трамп оголосив через Твіттер, що призначить Джину Гаспел директоркою ЦРУ, що зробить її першою жінкою-постійною директоркою ЦРУ.

## Застосування тортур
Джина Гаспел керувала «темним місцем» («black site») — в'язницею ЦРУ в Таїланді в 2002 році. У місці під кодовою назвою «Котяче око» підозрюваних членів «Аль-Каїди» терористів Абд аль-Рахіма аль-Насірі та Абу Зубейда було таємно ув'язнено та тортуровано водою. Звіт сенатського розвідувального комітету про катування в ЦРУ визначає, що під час їхнього затримання терористів топили і допитували, використовуючи недозволені методи. Розсекречені ЦРУ файли вказують, що Зубейда позбавляли сну. Його тримали у «великій коробці» та били головою об стіну, тому він втратив ліве око.
17 грудня 2014 р. Європейський центр конституційних прав людини (ECCHR) оголосив про кримінальну відповідальність проти невідомих оперативників ЦРУ, після того, як спеціальний комітет Сенату США опублікував свою доповідь про застосування тортур американськими спецслужбами.
7 червня 2017 року ECCHR закликав Генерального прокурора Німеччини видати ордер на арешт Джини Гаспел за здійснення контролю за катуванням підозрюваних у тероризмі. Скарга проти неї зосереджена на справі громадянина Саудівської Аравії Абу Зубейда.

## Нагороди
Гаспел отримала ряд нагород, в тому числі:
- Премію Донована
- Медаль «За звитягу», і
- Рангову президентську премію, вищу нагороду у федеральній цивільній службі.